# Don't Cry for Me (Alok, Martin Jensen e Jason Derulo)
Don't Cry for Me è un singolo del DJ brasiliano Alok, del DJ danese Martin Jensen e del cantante statunitense Jason Derulo, pubblicato il 10 luglio 2020.

## Video musicale
Il video musicale è stato reso disponibile il 18 luglio 2020.

## Tracce
Testi e musiche di Alok, Jason Derulo, David Strääf, James Blount, Ohyes, Pablo Bowman e Richard Boardman.
Download digitale
1. Don't Cry for Me – 2:35

Download digitale – Acoustic
1. Don't Cry for Me (Acoustic) – 2:38

Download digitale – Remixes
1. Don't Cry for Me (TELYKast Remix) – 2:05
2. Don't Cry for Me (Kohen Remix) – 3:06
3. Don't Cry for Me (Wilson & Smokin' Jack Hill Remix) – 2:43
4. Don't Cry for Me (SHOSH Remix) – 3:31
5. Don't Cry for Me (Mauricio Cury Remix) – 2:29

## Formazione
Musicisti
- Alok – chitarra
- Martin Jensen – sintetizzatore
- Jason Derulo – voce
- David Strääf – programmazione, programmazione basso, programmazione batteria, chitarra, pianoforte, sintetizzatore
- Ohyes – programmazione, programmazione basso, programmazione batteria, pianoforte, sintetizzatore
- Richard Boardman – programmazione, pianoforte, sintetizzatore
- Pablo Bowman – fischietto

Produzione
- Alok – produzione
- Martin Jensen – produzione
- Ohyes – produzione, missaggio, registrazione
- The Six – produzione
- David Strääf – registrazione
- Richard Boardman – registrazione
- Ben Hogart – ingegneria del suono
- Robbie Soukiasyan – ingegneria del suono
- One Mix Mastering – mastering
- Tom Hall – mastering

## Classifiche
| Classifica (2020) | Posizione massima |
| ----------------- | ----------------- |
| Belgio (Vallonia) | 80                |
| Svezia            | 91                |
| Svizzera          | 90                |